# Carnaval de Sion
Le Carnaval de Sion est un carnaval qui se déroule dans la ville valaisanne de Sion, en Suisse, chaque année le weekend précédent mardi gras à une date qui évolue chaque année en fonction de critères astronomiques.

## Programme

### Jeudi
- Brunch carnavalesque
- Réveil du sorcier
- Remise des clés de la ville
- Soirée bavaroise
- Students Party

### Vendredi
- Cortège des écoles enfantines
- Cortège de nuit
- Bal
- Parade des guggens

### Samedi
- Grand cortège carousel

| Date | nombre de spectateurs |
| ---- | --------------------- |
| 2015 | 42 000                |
| 2016 | 32 000                |
| 2017 | 46 000                |
| 2018 | 35 000                |
| 2019 | 43 000                |
| 2020 | 43 000                |

- Bal
- Parade des guggens

### Dimanche
- Cortège des chevaux et guggens
- Châteaux gonflables pour les enfants
- Parade des 15 guggens

### Lundi
- Beach Party
- Tente "Vert est Rouge" (+ 30 ans)

### Mardi
- Cortège des enfants
- Bataille de confettis
- Châteaux gonflables pour les enfants
- Restitution des clés de la ville
- Soirée des sociétaires

## Thèmes depuis 1975
Le carnaval de Sion a connu des hauts et des bas, au point où la Ville fut souvent surnommée "la ville morte" car on y déplorait un manque d'offres culturelles et de fêtes. En effet, on fêtait carnaval à Monthey, Sierre ou encore à Martigny mais Sion restait régulièrement en retrait de l'organisation de la fête de carnaval, par désintérêt de la population ou par manque de moyens. 
Cependant, la ville de Sion eut la volonté de relancer cette manifestation : le 8 février 1975 eut lieu le carnaval des enfants à Sion, entièrement gratuit, servant de test pour les années suivantes. Raison pour laquelle on considère cette année comme le début de l'histoire de carnaval, car non interrompue depuis grâce au succès grandissant de sa renommée.
- 1975 - [thème libre]
- 1976 - C du 9
- 1977 - [thème libre]
- 1978 - La Samba
- 1979 - [thème libre]
- 1980 - Futur
- 1981 - Rêveries et fantasmes dans la nuit
- 1982 - La Samba
- 1983 - [thème libre]
- 1984 - Hydres et animaux fantastiques
- 1985 - Sion-Rio-Sion
- 1986 - Les années 1900
- 1987 - Le cirque et les animaux du cirque
- 1988 - Contes et légendes
- 1989 - Contes et légendes / Circula...Sion
- 1990 - Clown, 15 fois je t'aime
- 1991 - Tour-billon
- 1992 - Europa
- 1993 - Le jardin fantastique des Grosses Légumes
- 1994 - Jeux d'enfants
- 1995 - Tous des lumières
- 1996 - L'année folle
- 1997 - Quel cirque!
- 1998 - Un Constantin chasse l'autre
- 1999 - I.D.F.I.X.
- 2000 - Ali dans le baba
- 2001 - Fantomatique
- 2002 - COW.SION.02
- 2003 - Ma Chine à Sion
- 2004 - Les diables rient
- 2005 - Carna, c'est fou!
- 2006 - Sion... olympic
- 2007 - Sion-sur-mer
- 2008 - Pharaonique
- 2009 - Astres et Constell'à Sion
- 2010 - Mascum Invasion
- 2011 - Sio(n) de Janeiro
- 2012 - Supersti'Sion
- 2013 - Des monstres à Sion
- 2014 - Des saints animés / des seins animés / dessins animés
- 2015 - Sion fêtait le 40 t'y aimes?
- 2016 - De cape et d'épée
- 2017 - Baba est cool
- 2018 - Pile ou Face
- 2019 - Révolu'Sion
- 2020 - Silence: Sion tourne
- 2021 - Désilllu'Sion
- 2022 - Prohibi'Sion